# Сьюзен Джордж
Сьюзен Мелоді Джордж (англ. Susan Melody George; нар. 26 липня 1950) — британська акторка.

## Життєпис
Народилася 26 липня 1950 року у Сербітоні, графство Суррей, який нині входить до території Лондона. Акторську майстерність вивчала у Corona Theatre School. 1963 року почала зніматися на телебаченні. 1965 року дебютувала у кіно. Найбільш відома головними ролями у фільмах «Лола» (1969, реж. Річард Доннер) з Чарлзом Бронсоном, «Солом'яні пси» (1971, реж. Сем Пекінпа) з Дастіном Гофманом, «Брудна Мері, божевільний Ларрі» (1974, реж. Джон Г'ю) з Пітером Фонда, та «Мандінго» (1975, реж. Річард Флейшер) з Джеймсом Мейсоном та боксером Кеном Нортоном.
1983 року номінувалася на премію Сатурн у категорії Найкраща акторка за роль Лори Флетчер в американсько-японському фільмі жахів «Дім, де оселилось зло».
У 1988—1989 роках виступила співпродюсером фільмів «Вкрадені небеса» (про Абеляра і Елоїзу) та «Літо білих троянд». 1995 року виступила продюсером детективного телефільму «Дім, який придбала Мері», в якому також виконала головну роль.
Акторка є власницею кінного заводу, де розводить арабських коней.

## Особисте життя
1977 року Джордж познайомилася з актором Саймоном Маккоркіндейлом, з яким таємно вступила у шлюб 5 жовтня 1984 року на Фіджі. Шлюб тривав до смерті чоловіка від раку 14 жовтня 2010 року. Дітей подружжя не мало.

## Вибрана фільмографія
| Рік  |    | Українська назва               | Оригінальна назва           | Роль                              |
| ---- | -- | ------------------------------ | --------------------------- | --------------------------------- |
| 1967 | ф  | Мозок на мільйон доларів       | Billion Dollars Brain       | дівчина-росіянка у поїзді         |
| 1967 | ф  | Чародії                        | The Sorceress               | Одрі Вуд                          |
| 1968 | ф  | Справа Стренджа                | The Strange Affair          | Фредеріка Марч                    |
| 1969 | ф  | Лола                           | Twinky                      | Лола / Твінкі / Сібіл Лондордеррі |
| 1971 | с  | Сищики-любителі екстра-класу   | The Persuaders!             | Мішель Девен                      |
| 1971 | ф  | Солом'яні пси                  | Straw Dogs                  | Емі Саммер                        |
| 1972 | ф  | Сонні і Джед                   | Sonny and Jed               | Сонні                             |
| 1974 | ф  | Брудна Мері, божевільний Ларрі | Dirty Mary, Crazy Larry     | Мері Кумбс                        |
| 1975 | ф  | Мандінго                       | Mandingo                    | Бланш Максвелл                    |
| 1975 | ф  | Мертвий сезон                  | Out of Season               | Джоанна                           |
| 1975 | тф | Доктор Джекіл і містер Гайд    | Dr. Jekyll and Mr. Hyde     | Анна                              |
| 1976 | ф  | Маленьке місто у Техасі        | A Small Town in Texas       | Мері Лі Картер                    |
| 1977 | ф  | Акула!                         | Tintorera!                  | Габріела                          |
| 1978 | ф  | Завтра не настане ніколи       | Tomorrow Never Comes        | Дженні                            |
| 1979 | с  | Невигадані історії             | Tales of the Unexpected     | Мері Марлі                        |
| 1980 | с  | Невигадані історії             | Tales of the Unexpected     | Мейбл Тейлор                      |
| 1981 | ф  | Входить ніндзя                 | Enter the Ninja             | Мері Енн                          |
| 1981 | ф  | Зміїна отрута                  | Venom                       | Луїза Егдрюс                      |
| 1982 | ф  | Дім, де оселилось зло          | The House Where Evil Dwells | Лора Флетчер                      |
| 1983 | ф  | Людина-загадка                 | The Jigsaw Man              | Пенелопа Кімберлі                 |
| 1986 | с  | Готель                         | Hotel                       | Барбара Фремонт                   |
| 1988 | тф | Джек Різник                    | Kack the Ripper             | Кейт Еддоус                       |
| 1989 | ф  | Літо білих троянд              | That Summer of White Roses  | Ана                               |
| 1990 | с  | Контр-страйк                   | Conterestrike               | Аннет Морлі                       |
| 1995 | тф | Дім, який придбала Мері        | The House That Mary Bought  | Мері Клоуз                        |
| 2001 | с  | Мешканці Іст-Енду              | EastEanders                 | Маргарет Вокер                    |
| 2008 | ф  | У твоїх мріях                  | In Your Dreams              | Барбара Вуд-Росс                  |
| 2009 | ф  | Місто життя                    | City of Life                | Констанс                          |

Продюсерка
- Вкрадені небеса / Stealing Heaven (1988)
- Літо білих троянд / That Summer of White Roses (1989)
- Дім, який придбала Мері / The House That Mary Bought (телефільм, 1995)